# صموئيل لوك سوير
صموئيل لوك سوير هو محامي وقاضي وسياسي أمريكي، ولد في 27 نوفمبر 1813 في مونت فيرنون في الولايات المتحدة، وتوفي في 29 مارس 1890 في إنديبندنس في الولايات المتحدة. نشط حزبياً في الحزب الديمقراطي. وقد انتخب عضو مجلس النواب الأمريكي ‏.